# Edith Márquez
Pour les articles homonymes, voir Márquez.
Edith Márquez (Mexico, 27 janvier 1973) est une actrice et chanteuse mexicaine.  
Elle commence sa carrière professionnelle en gagnant les concours musicaux "Juguemos a cantar" (1978) et "Canta, Canta" (1984). Elle assiste plus tard au Centre d'Éducation Artistique de Televisa et devient membre du groupe musical Timbiriche. 
Ella a été la représentante du Mexique au Festival de Viña del Mar en 2001 et elle a participé à plusieurs téléromans.

## Télévision
- Papá soltero (1987-1994) - Alejandra
- Agujetas de color de rosa (1994) - Edith
- Me tengo que casar/Papá soltero (1995) - Alejandra
- Sentimientos ajenos (1996) - Marcela
- El privilegio de amar (1998) - Luciana
- Mañana es para siempre (2009) - Julieta

## Discographie
- 1987, Timbiriche VIII&IX, Melody (Mexique)
- 1989, Los Clásicos de Timbiriche,   Melody (Mexique)
- 1990, Timbiriche 10, Melody (Mexique)
- 1998, Frente a ti, Warner Music (Mexique)
- 2000, Caricias del Cielo, Warner Music (Mexique)
- 2001, Extravíate, Warner Music (Mexique)
- 2003, ¿Quién Te Cantará?,  Warner Music (Mexique)
- 2005, Cuando Grita La Piel, Warner Music (Mexique)
- 2007, Memorias del Corazón, EMI Music (Mexique)
- 2008, Memorias del Corazón, EMI Music (Mexique)
- 2008, Pasiones de Cabaret, EMI Music (Mexique)
- 2008, En Concierto desde el Metropólitan (CD),  Warner Music (México)
- 2008, Pasiones de Cabaret (Edición Especial CD + DVD), EMI Music (México)